# Jorge Correa
Jorge Iván Correa (San Antonio de Padua, 4 aprile 1993) è un calciatore argentino, centrocampista dell'Estudiantes (BA).

## Caratteristiche tecniche
Gioca come trequartista.